# Holger Stolz
Holger Stolz (* 1975 in Daun) ist ein deutscher Schauspieler.

## Leben
Stolz wuchs in der Kreisstadt Daun in der Vulkaneifel auf. Nach dem Abitur am Geschwister-Scholl-Gymnasium Daun und dem Grundstudium der Neuen Deutschen Literatur und der Philosophie an der Universität Bonn studierte er ab 1999 Schauspiel an der Hochschule der Künste Berlin, was er 2002 erfolgreich abschloss. 
Es folgten Arbeiten in den Sophiensaelen und dem Theater im Kino in Berlin. 2003 bis 2006 arbeitete er im Festengagement am Rheinischen Landestheater Neuss, wo er in der Produktion des Moby Dick den Preis als bester Nachwuchsdarsteller auf dem Theatertreffen NRW erhielt und zudem 2005 mit dem Förderpreis des Theaters Neuss ausgezeichnet wurde. Unter anderem als Woyzeck am Freien Werkstatt Theater war er in der freien Szene in Köln und Hamburg tätig. 
Von 2007 bis 2010 war Stolz festes Ensemblemitglied des Schlosstheaters Moers und anschließend von 2011 bis 2015 am Theater Ansbach und den Schlossfestspielen Neersen engagiert. Danach setzte er die Zusammenarbeit mit dem Freien Werkstatt Theater und dem Theater der Keller fort. Die Produktion Richard III des Schlosstheaters Moers wurde 2017 auf dem NRW Theatertreffen mit dem Ensemblepreis prämiert.
2018 wurde Stolz festes Ensemblemitglied des Theaters Baden-Baden.
Neben seiner Bühnentätigkeit ist er in Rollen bei Film und Fernsehen und regelmäßig in Produktionen diverser Filmschulen zu sehen, sowie als Sprecher für den WDR- und SWR-Hörfunk, die Blindenbibliothek Bonn, und als Voiceover für den Fernsehsender Arte tätig.

## Theatrografie
- 2000: In der Traumstadt (P. P. Althaus)
- 2001: Große Szene am Fluß (Tankred Dorst)
- 2002: Gollmann und Rasch (Martin Heckmanns)
- 2002: Kater in Hotels (Gesine Danckwart)
- 2003: Ausser Kontrolle (Ray Cooney)
- 2003: Moby Dick (Herman Melville)
- 2004: Cassio in Othello (William Shakespeare)
- 2004: Leonce und Lena (Georg Büchner)
- 2004: Purpurstaub (Sean O’Casey)
- 2005: Halb so wild (Feridun Zaimoglu, Günter Senkel)
- 2006: Hanglage Meerblick (David Mamet)
- 2006: Jahrmarkt des Abschieds
- 2006: Wie es Euch gefällt (William Shakespeare)
- 2007: 21 Gramm (Guillermo Arriaga)
- 2007: Woyzeck3 (Georg Büchner)
- 2008: Alkestis (Euripides)
- 2008: Das Käthchen von Heilbronn (Heinrich von Kleist)
- 2008: Der kleine Prinz (Saint-Exupéry)
- 2008: La Strada (Federico Fellini)
- 2008: Paulus
- 2009: Des Kaisers neue Kleider (Sascha Löschner)
- 2009: Die Präsidentinnen (Werner Schwab)
- 2009: Hotel Europa (Ulrich Greb)
- 2010: Ein Volksfeind (Henrik Ibsen)
- 2010: Perikizi (Özdamar)
- 2011: Die Räuber (Schiller)
- 2011: Ladies Night (Sinclair)
- 2012: Bezahlt wird nicht (Dario Fo)
- 2012: Woyzeck (Büchner)
- 2013: Ausser Kontrolle (Cooney)
- 2013: Kasimir und Karoline (Horvath)
- 2013: Peter Pan (Bodinus)
- 2014: Emilia Galotti (Lessing)
- 2014: Parzival (Dorst)
- 2014: Tschick (Herrndorf)
- 2015: Warten auf Godot (Beckett)
- 2015: Pension Schöller (Jacoby/Laufs)
- 2015: Die Ermittlung (Weiss)
- 2016: Terror (Schirach)
- 2016: Eine Liebe (Schramm)
- 2016: Richard III (Shakespeare)
- 2017: Der zerbrochene Krug (Kleist)
- 2017: Michel in der Suppenschüssel (Lindgren)
- 2017: Mein lieber Herr Käthe (Jäckel)
- 2018: Cabaret (Masteroff)
- 2018: Das kalte Herz (Hauff)
- 2018: Don Carlos (Schiller)
- 2019: Der Steppenwolf (Hesse)
- 2019: Blauer als sonst (Rottmann)
- 2020: Hamlet (Shakespeare)
- 2020: Der Vorname (Delaporte)
- 2020: Mephisto (Mann)

## Filmografie
- 1996: Lebendes Objekt
- 2000: Fondue a trois
- 2002: Last Picture Show
- 2003: Rendezvous
- 2004: Seychellen im Koffer
- 2005: Trickfilm
- 2006: Das Ministerium
- 2006: German Coffee
- 2007: Zelle
- 2008: Die Besucherin
- 2008: 4 Tage Toskana
- 2009: Hotel Europa
- 2010: NUON Energie-Shirt
- 2010: SOKO Köln
- 2010: Gymnopedié
- 2010: Hinter geschlossenen Augen
- 2011: Die Kakerlake
- 2011: Wasteland
- 2012: Alles wird Knut
- 2012: Das perfekte Foto
- 2013: Danni Lowinski
- 2013: Losgelöst
- 2015: Alles was zählt
- 2016: Strings for life
- 2017: Die Zwei
- 2018: Lindenstraße
- 2018: Wölfe
- 2020: Rastatt: Kriegsverbrecher vor Gericht